# یونیس کیروا
یونیس کیروا (انگلیسی: Eunice Kirwa؛ زادهٔ ۲۰ مه ۱۹۸۴) دونده ماراتن کنیایی‌تبار اهل بحرین است. وی در مسابقات کشوری و بین‌المللی در مجموع برندهٔ ۱ مدال نقره، ۱ مدال برنز شده‌است.